# 胡里夫希納
50°25′57″N 30°5′42″E / 50.43250°N 30.09500°E
胡里夫希納（烏克蘭語：Гурівщина）是位於烏克蘭北部的村莊，由基辅州布恰区的德米特里夫卡市鎮負責管轄。該村始建於1735年，面積4.74平方公里，海拔高度173米，2001年人口298，人口密度每平方公里62.9人。